# Aase Bjerkholt
Aase Ingerid Nathalie Bjerkholt (Oslo, 16 de enero de 1915 – Oslo, 17 de agosto de 2012) fue una política noruega del Laborista, que ocupó en cargo del Ministerio de Niñez, Igualdad e Inclusión Social en dos etapas.
Fue consejera consultiva de Estado para asuntos de familia y consumo durante el tercer gabinete Gerhardsen en 1955-1956, y se convirtió en la primera  Ministro de Familia y Consumo en 1956. Ocupó el cargo hasta 1965, excepto por un mes en 1963 durante el gabinete Lyng. De enero a febrero de 1963 también fue procuradora del  Ministro de Asuntos Sociales. Fue elegida para el Storting en 1958, y fue reelegida en tres ocasiones. A nivel local fue miembro del consejo de la ciudad de Oslo de 1945 a 1947.